# Vladímir Txagin
Vladímir Txagin   (Nitva, 5 de gener de 1970) Vladímir Gennàdievitx Txagin (en rus: Влади́мир Генна́диевич Ча́гин) és un pilot de ral·lis rus, set vegades guanyador del Ral·li Dakar en la categoria de camions, al volant d'un Kamaz.

## Trajectòria al Dakar
La seva primera participació es va produir en 1996, edició en la qual va acabar cinquè. Després de dos abandonaments els anys 1997 i 1999, va ser el vencedor en les edicions de 2000, 2002, 2003 i 2004. En 2005 va acabar 18è per problemes mecànics i en 2006 va tornar a vèncer després de l'eliminació del DAF del neerlandès Jan de Rooy. En 2007 va abandonar durant el transcurs de la cinquena etapa al bolcar el seu camió mentre intentava recuperar el temps perdut en una avaria mecànica. L'any 2010 va dominar el Dakar des del principi per tal de guanyar-lo per sisena vegada. El 2011 va tornar a guanyar la competició en una dura pugna amb Firdaus Kabirov, el 16 de febrer d'aquest mateix any, va anunciar el seu retir com a pilot.